# Gołąbczak jamajski
Gołąbczak jamajski, gołąb jamajski (Patagioenas caribaea) – gatunek średniej wielkości ptaka z rodziny gołębiowatych (Columbidae). Występuje endemicznie na Jamajce. Jest narażony na wyginięcie.

## Taksonomia
Po raz pierwszy zgodnie z zasadami nazewnictwa binominalnego gatunek ten opisał Joseph Franz von Jacquin w 1784 w Beyträge zur Geschichte der Vögel. Nowemu gatunkowi nadał nazwę Columba caribaea; jako miejsce typowe wskazał karaibskie wyspy, co później uściślono na Jamajkę. Obecnie gatunek umieszczany jest w rodzaju Patagioenas. Nie wyróżnia się podgatunków.

## Morfologia
Osiąga 38–48,5 cm wśród samców i 38–43 cm wśród samic, oraz masę ciała około 250 gramów.

## Ekologia i zachowanie
Występuje w wilgotnych obszarach Jamajki, ale przede wszystkim w Cockpit Country oraz w Górach Błękitnych i Górach John Crow. Zamieszkuje względnie niezakłócony wilgotny las, las górski oraz wilgotny las porastający skały wapienne, na wysokości 100–2000 metrów. Rozmnaża się głównie na wyżynach wiosną i latem (od końca lutego do sierpnia). Gniazda budowane są wysoko na wysokich drzewach.

## Status zagrożenia
Szacuje się, że całkowita liczebność populacji tego gatunku zawiera się w przedziale 2,5–10 tysięcy dorosłych osobników, a jej trend jest spadkowy. Uznawany przez IUCN za narażony na wyginięcie (VU – vulnerable). Największym zagrożeniem dla gatunku jest wydobywanie boksytu w Cockpit Country oraz nielegalne polowania i niszczenie jego siedlisk – wycinka lasów.